# Île des Sculptures
L'Île des Sculptures, connue également sous le nom d'Île du Covo ou Illa das Esculturas en galicien, est un parc et une île située près de l'embouchure du fleuve Lérez, à Pontevedra en Espagne. Elle a une superficie de 70 000 m2  et est reliée aux deux rives du fleuve par des passerelles et des ponts piétons. C'est le plus grand et plus important musée en plein air de Galice et l'un des plus importants d'Espagne.
On peut y trouver un labyrinthe de 2 m de hauteur, un menhir de granit rose de 5 m de hauteur à la croisée des chemins ou une maison flottante sur le fleuve Lérez au fond de l'île. Quant à la faune aquatique on trouve des carpes.

## Histoire
L'île a été formée dans le fleuve à partir des sédiments transportés par le Lérez déposés à cet endroit car le fleuve est déjà très proche du niveau de la mer et perd sa force pour emporter ces sédiments. Au début, une plaine intertidale s'est formée, mais le Lérez trouvant cet obstacle sur son chemin vers la ria, a cherché un autre chemin alternatif, ouvrant ainsi un canal sur le côté droit.
L'île est restée à l'état sauvage jusqu'en 1997, date à laquelle elle a été transformée en parc. Par la suite, un projet d'aménagement de cet espace a été réalisé, avec la création d'œuvres d'art contemporain par 12 artistes de renommée internationale, qui ont pris pour thème central le granit de Galice et la relation de l'homme avec son environnement. C'est l'exemple le plus important du land art, tendance de l'art contemporain, en Galice. Le projet a été officiellement inauguré le 29 juillet 1999.

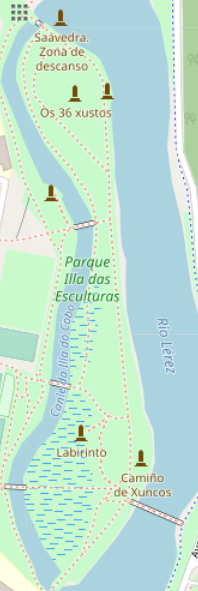
Carte de l'île des Sculptures

## Description
L'île fait presque un kilomètre de long et a une forme allongée. Elle comporte une zone de joncs, des prairies, un chemin principal et des chemins secondaires. Trois ponts en bois traversent le canal intérieur et une passerelle à haubans sur le fleuve Lérez la relie au Paseo du Lérez. Sur l'île se trouvent 12 sculptures en granit réalisées par des artistes internationaux.
Sur l'île arrivent les marées et elle est utilisée par de nombreux oiseaux comme lieu de reproduction. C'est un espace protégé, déclaré LIC (lieu d'intérêt communautaire). Située tout près du campus de Pontevedra, l'île est également utilisée par de nombreuses personnes comme lieu de promenade ou d'entraînement sportif.

### Œuvres
En tant qu'exemples du Land Art, les œuvres de granit ont été conçues spécifiquement pour cet environnement naturel. Les auteurs internationaux et leurs œuvres sculpturales présents sur l'île sont,,:
- L'Italien Giovanni Anselmo avec Cielo acortado (Ciel raccourci). Il s'agit d'une colonne en granit noir de Campo Lameiro d'un mètre et 20 centimètres qui représente l'espace entre le ciel et la terre.
- L'Allemand Ulrich Rückriem avec une Colonne en granit rose rappelant les traditions galiciennes. C'est une stèle de 5 mètres de haut à la croisée des chemins.
- L'Américain Robert Morris a créé le Labyrinthe de Pontevedra. Il recrée avec lui le pétroglyphe le plus ancien d'Europe : le labyrinthe de Mogor situé à Marín (Pontevedra)[11]. Il est circulaire, haut de deux mètres et surmonté d'un toit en ardoise noire.
- Le Portugais José Pedro Croft avec une maison construite en granit gris de Mondariz. Il s'agit d'une construction de 3,20 mètres sans portes ni fenêtres, qui se fond dans la nature environnante. Un arbre est encastré dans ses murs comme un symbole de la nature en mouvement. La maison reflète le petit monde que l'homme se construit à l'intérieur de la maison qu'est la nature[12] et évoque les maisons rurales absorbées par la nature.
- L'Américaine Jenny Holzer, qui a installé huit bancs en pierre grise sur l'allée centrale de l'île, avec douze phrases ou aphorismes à visée réflexive inscrits sur chacun d'eux. Les huit bancs donnent à l'art une utilité quotidienne[12].
- L'Anglais Richard Long avec Pontevedra Line (Ligne de Pontevedra), un petit mur de 37 mètres de long, fait de morceaux de granit blanc, qui évoque l'idée de la marche comme action et pensée.
- L'Écossais Ian Hamilton Finlay avec Trois médaillons en ardoise verte suspendus à des eucalyptus, avec l'inscription Pétrarque et des chiffres romains correspondant à des sonnets. Les médaillons sont gravés du nom du poète italien et du numéro en caractères romains d'un sonnet sur chaque pièce : Pétrarque XXXV, Pétrarque CXXXII et Pétrarque CCCX. Finlay invite le spectateur à chercher et à découvrir ce qui se cache dans cette clé numérique. Ce sont des vers d'amour et de solitude avec lesquels l'observateur entre en communication. Les médaillons se trouvent sur trois eucalyptus situés à cinq mètres de hauteur, chacun faisant face à un point cardinal différent pour jouer avec le soleil à différents moments de la journée[13].
- Les Français Anne et Patrick Poirier avec Folie, un jardin de 3 000 mètres carrés, à l'extérieur de l'île pour être vu depuis celle-ci. L'œuvre est composée d'acier inoxydable, de granit gris, de plantes et d'arbres[3].
- L'Américain Dan Graham avec Pyramid. La pyramide de granit rose mesure 1,9 mètre de haut, se dédouble dans les eaux de la rivière et contient trois pyramides inversées sculptées. L'œuvre recherche l'effet de réfraction de la lumière et le granit est poli pour obtenir cet effet. La pyramide est placée près de l'eau du fleuve pour obtenir le reflet de l'eau comme s'il s'agissait d'une double pyramide[14].

Les artistes espagnols et leurs œuvres sont :
- Fernando Casás représente Les 36 justes qui soutiennent le monde de la tradition hébraïque au moyen de 36 blocs de granit noir, comme les troncs d'une forêt abattue et dévastée, répartis dans la forêt même de l'île.
- Francisco Leiro avec Saavedra a installé le salon d'une maison flottante sur un radeau ancré dans le fleuve Lérez, à l'extrémité de l'île. Cette œuvre est populairement connue sous le nom de La Batea (Le parc à moules)[15]. Saavedra transforme un espace familier en un espace inaccessible et inconfortable[12].
- Enrique Velasco, avec un double Camino de Juncos (chemin des roseaux) sur la rive du fleuve montrant la ductilité et la flexibilité du granit.

## Galerie d'images
|                                                 |
| Sans titre, menhir en granit d'Ulrich Rückriem. |

|                                             |
| Labyrinthe de Pontevedra, de Robert Morris. |

|                         |
| Pyramid, de Dan Graham. |

|                                                       |
| Saavedra, de Francisco Leiro, parc à moules flottant. |

|                                    |
| Petite maison de José Pedro Croft. |

|                                              |
| Lamed Vav / Os 36 xustos, de Fernando Casás. |

|                                  |
| Pontevedra Line de Richard Long. |

|                                  |
| Bancs en granit de Jenny Holzer. |

|                                  |
| Folie d'Anne et Patrick Poirier. |

|                                    |
| Ciel raccourci de Giovanni Anselmo |

|                             |
| Ponts sur le canal de l'île |

|                       |
| Banc de Jenny Holzer. |

|                                     |
| Camino de Juncos d'Enrique Velasco. |

|                                      |
| Passerelle piétonne d'accès à l'île. |

|                                  |
| Passerelle piétonne sur le Lérez |

|                       |
| Sentier dans le parc. |

|                                 |
| Pétrarque d'Ian Hamilton Finlay |

|                                                     |
| Folie de Anne et Patrick Poirier, Hortus conclusus. |